# Abierto Mexicano de Tenis 2011 - Qualificazioni singolare femminile
Le qualificazioni del singolare femminile dell'Abierto Mexicano de Tenis 2011 sono state un torneo di tennis preliminare per accedere alla fase finale della manifestazione. I vincitori dell'ultimo turno sono entrati di diritto nel tabellone principale. In caso di ritiro di uno o più giocatori aventi diritto a questi sono subentrati i lucky loser, ossia i giocatori che hanno perso nell'ultimo turno ma che avevano una classifica più alta rispetto agli altri partecipanti che avevano comunque perso nel turno finale.

## Giocatrici

### Teste di serie
1. Anna Tatišvili (qualificata)
2. Lesja Curenko (qualificata)
3. Olivia Sanchez (primo turno)
4. Irina Falconi (primo turno)

1. Han Xinyun (primo turno)
2. Mandy Minella (primo turno)
3. Petra Cetkovská (ultimo turno)
4. Irina-Camelia Begu (ultimo turno)

### Qualificate
1. Anna Tatišvili
2. Lesja Curenko

1. Sílvia Soler Espinosa
2. Mădălina Gojnea

## Tabellone qualificazioni

### 1a sezion
|  | Primo turno | Primo turno             | Primo turno             | Primo turno | Primo turno |  |  | Secondo turno | Secondo turno           | Secondo turno           | Secondo turno   | Secondo turno |   |   | Ultimo turno | Ultimo turno   | Ultimo turno | Ultimo turno | Ultimo turno |  |
|  |             |                         |                         |             |             |  |  |               |                         |                         |                 |               |   |   |              |                |              |              |              |  |
|  | 1           | Anna Tatišvili          | 7                       | 4           | 6           |  |  |               |                         |                         |                 |               |   |   |              |                |              |              |              |  |
|  |             | Eléni Daniilídou        | 65                      | 6           | 2           |  |  | 1             | Anna Tatišvili          | 2                       | 6               | 6             |   |   |              |                |              |              |              |  |
|  | WC          | Giovanna Manifacio      | Giovanna Manifacio      | 2           | 0           |  |  |               | Ol'ga Savčuk            | 6                       | 4               | 3             |   |   |              |                |              |              |              |  |
|  |             | Ol'ga Savčuk            | Ol'ga Savčuk            | 6           | 6           |  |  |               |                         |                         |                 |               |   |   | 1            | Anna Tatišvili | 4            | 6            | 6            |  |
|  | WC          | Nadia Abdala            | Nadia Abdala            | 3           | 1           |  |  |               |                         | 7                       | Petra Cetkovská | 6             | 3 | 4 |              |                |              |              |              |  |
|  | WC          | María-Teresa Torró-Flor | María-Teresa Torró-Flor | 6           | 6           |  |  | WC            | María-Teresa Torró-Flor | María-Teresa Torró-Flor | 3               | 2             |   |   |              |                |              |              |              |  |
|  |             | Arina Rodionova         | 7                       | 1           | 1           |  |  | 7             | Petra Cetkovská         | Petra Cetkovská         | 6               | 6             |   |   |              |                |              |              |              |  |
|  | 7           | Petra Cetkovská         | 5                       | 6           | 6           |  |  |               |                         |                         |                 |               |   |   |              |                |              |              |              |  |

### 2ª sezione
|  | Primo turno       | Primo turno        | Primo turno       | Primo turno | Primo turno |  |  | Secondo turno | Secondo turno      | Secondo turno      | Secondo turno      | Secondo turno      |   |   | Ultimo turno | Ultimo turno  | Ultimo turno  | Ultimo turno | Ultimo turno |  |
|  |                   |                    |                   |             |             |  |  |               |                    |                    |                    |                    |   |   |              |               |               |              |              |  |
|  | 2                 | Lesja Curenko      | 6                 | 4           | 7           |  |  |               |                    |                    |                    |                    |   |   |              |               |               |              |              |  |
|  |                   | Aleksandra Panova  | 4                 | 6           | 5           |  |  | 2             | Lesja Curenko      | Lesja Curenko      | 6                  | 6                  |   |   |              |               |               |              |              |  |
|  | Marija Korytceva  | Marija Korytceva   | Marija Korytceva  | 2           | 2           |  |  |               | Maša Zec Peškirič  | Maša Zec Peškirič  | 3                  | 2                  |   |   |              |               |               |              |              |  |
|  | Maša Zec Peškirič | Maša Zec Peškirič  | Maša Zec Peškirič | 6           | 6           |  |  |               |                    |                    |                    |                    |   |   | 2            | Lesja Curenko | Lesja Curenko | 6            | 6            |  |
|  | Kathrin Wörle     | Kathrin Wörle      | 2                 | 6           | 5           |  |  |               |                    | 8                  | Irina-Camelia Begu | Irina-Camelia Begu | 3 | 4 |              |               |               |              |              |  |
|  | María Irigoyen    | María Irigoyen     | 6                 | 3           | 7           |  |  |               | María Irigoyen     | María Irigoyen     | 3                  | 4                  |   |   |              |               |               |              |              |  |
|  |                   | Julia Cohen        | 6                 | 4           | 2           |  |  | 8             | Irina-Camelia Begu | Irina-Camelia Begu | 6                  | 6                  |   |   |              |               |               |              |              |  |
|  | 8                 | Irina-Camelia Begu | 4                 | 6           | 6           |  |  |               |                    |                    |                    |                    |   |   |              |               |               |              |              |  |

### 3ª sezione
|  | Primo turno  | Primo turno           | Primo turno           | Primo turno | Primo turno |  |  | Secondo turno         | Secondo turno         | Secondo turno         | Secondo turno   | Secondo turno   |   |   | Ultimo turno          | Ultimo turno          | Ultimo turno          | Ultimo turno | Ultimo turno |  |
|  |              |                       |                       |             |             |  |  |                       |                       |                       |                 |                 |   |   |                       |                       |                       |              |              |  |
|  | 3            | Olivia Sanchez        | Olivia Sanchez        | 2           | 1           |  |  |                       |                       |                       |                 |                 |   |   |                       |                       |                       |              |              |  |
|  |              | Sílvia Soler Espinosa | Sílvia Soler Espinosa | 6           | 6           |  |  | Sílvia Soler Espinosa | Sílvia Soler Espinosa | Sílvia Soler Espinosa | 6               | 6               |   |   |                       |                       |                       |              |              |  |
|  | Laura Thorpe | Laura Thorpe          | Laura Thorpe          | 1           | 2           |  |  | Sally Peers           | Sally Peers           | Sally Peers           | 4               | 2               |   |   |                       |                       |                       |              |              |  |
|  | Sally Peers  | Sally Peers           | Sally Peers           | 6           | 6           |  |  |                       |                       |                       |                 |                 |   |   | Sílvia Soler Espinosa | Sílvia Soler Espinosa | Sílvia Soler Espinosa | 6            | 6            |  |
|  | WC           | Carolina Betancourt   | Carolina Betancourt   | 2           | 1           |  |  |                       |                       | Corinna Dentoni       | Corinna Dentoni | Corinna Dentoni | 1 | 3 |                       |                       |                       |              |              |  |
|  |              | Eva Birnerová         | Eva Birnerová         | 6           | 6           |  |  | Eva Birnerová         | Eva Birnerová         | 6                     | 2               | 1               |   |   |                       |                       |                       |              |              |  |
|  |              | Corinna Dentoni       | Corinna Dentoni       | 6           | 6           |  |  | Corinna Dentoni       | Corinna Dentoni       | 4                     | 6               | 6               |   |   |                       |                       |                       |              |              |  |
|  | 6            | Mandy Minella         | Mandy Minella         | 4           | 4           |  |  |                       |                       |                       |                 |                 |   |   |                       |                       |                       |              |              |  |

### 4ª sezione
|  | Primo turno            | Primo turno             | Primo turno             | Primo turno | Primo turno |  |  | Secondo turno           | Secondo turno           | Secondo turno      | Secondo turno   | Secondo turno   |   |   | Ultimo turno           | Ultimo turno           | Ultimo turno           | Ultimo turno | Ultimo turno |  |
|  |                        |                         |                         |             |             |  |  |                         |                         |                    |                 |                 |   |   |                        |                        |                        |              |              |  |
|  | 4                      | Irina Falconi           | Irina Falconi           | 6(1)        | 4           |  |  |                         |                         |                    |                 |                 |   |   |                        |                        |                        |              |              |  |
|  |                        | Beatriz García Vidagany | Beatriz García Vidagany | 7           | 6           |  |  | Beatriz García Vidagany | Beatriz García Vidagany | 6                  | 4               | 4               |   |   |                        |                        |                        |              |              |  |
|  | Stéphanie Foretz Gacon | Stéphanie Foretz Gacon  | Stéphanie Foretz Gacon  | 6           | 6           |  |  | Stéphanie Foretz Gacon  | Stéphanie Foretz Gacon  | 2                  | 6               | 6               |   |   |                        |                        |                        |              |              |  |
|  | Mariana Duque Mariño   | Mariana Duque Mariño    | Mariana Duque Mariño    | 4           | 3           |  |  |                         |                         |                    |                 |                 |   |   | Stéphanie Foretz Gacon | Stéphanie Foretz Gacon | Stéphanie Foretz Gacon | 1            | 2            |  |
|  | Ioana Raluca Olaru     | Ioana Raluca Olaru      | Ioana Raluca Olaru      | 7           | 6           |  |  |                         |                         | Mădălina Gojnea    | Mădălina Gojnea | Mădălina Gojnea | 6 | 6 |                        |                        |                        |              |              |  |
|  | Anna-Lena Grönefeld    | Anna-Lena Grönefeld     | Anna-Lena Grönefeld     | 5           | 3           |  |  | Ioana Raluca Olaru      | Ioana Raluca Olaru      | Ioana Raluca Olaru | 3               | 3               |   |   |                        |                        |                        |              |              |  |
|  |                        | Mădălina Gojnea         | Mădălina Gojnea         | 6           | 6           |  |  | Mădălina Gojnea         | Mădălina Gojnea         | Mădălina Gojnea    | 6               | 6               |   |   |                        |                        |                        |              |              |  |
|  | 5                      | Han Xinyun              | Han Xinyun              | 3           | 0           |  |  |                         |                         |                    |                 |                 |   |   |                        |                        |                        |              |              |  |